# Roberto Bartol
Roberto Bartol (* 12. Juli 1995) ist ein kroatischer Poolbillard- und Snookerspieler.

## Karriere
Bei der Jugend-Europameisterschaft 2011 erreichte Roberto Bartol im 8-Ball sowie im 9-Ball der Schüler den siebzehnten Platz. Ein Jahr später wurde er bei den Junioren Neunter im 10-Ball, 2013 kam er im 8-Ball und im 10-Ball der Junioren auf den neunten Platz. Im März 2014 erreichte er bei der U21-Snooker-EM die Runde der letzten 64. Im Juni 2014 zog er bei seiner ersten Teilnahme an der Snooker-Europameisterschaft in die Finalrunde ein, bei der er in der Runde der letzten 64 gegen Mitchell Mann ausschied. Im März 2015 nahm Bartol erstmals an der Poolbillard-Europameisterschaft der Herren teil. Dort gelang ihm im 10-Ball der Einzug in die Finalrunde, in der er dem Finnen Aki Heiskanen in der Runde der letzten 64 mit 3:8 unterlag.
Mit der kroatischen Nationalmannschaft erreichte Bartol 2015 das EM-Viertelfinale.
Roberto Bartols älterer Bruder Michel Bartol ist ebenfalls Poolbillardspieler.